# Jacob Willemsz Delff

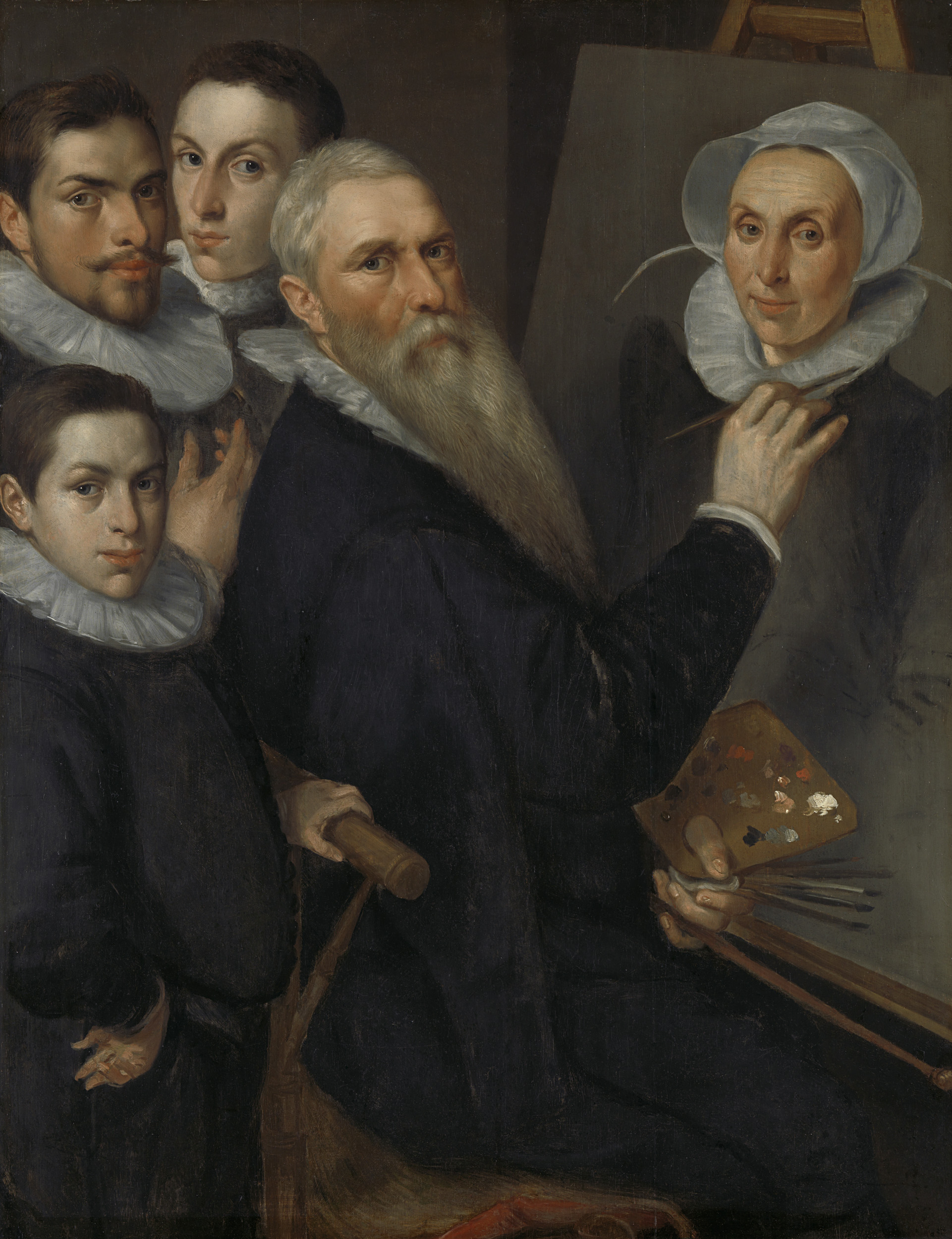
Portretul artistului și a familiei sale, aprox. 1590, aflat acum la Rijksmuseum

Jacob Willemszoon Delff cel Bătrân, (n. 1550, Gouda, Comitatul Olanda, Sfântul Imperiu Roman – d. 5 mai 1601, Delft, Țările de Jos) a fost un pictor portretist activ în Delft. Este cunoscut pentru pictura despre „Sărbătoarea arcașilor” din Hotelul de Ville din Delft datată în 1592; și printr-o Împăcarea lui Esau și a lui Iacov, aflată la Palatul Belvedere din Viena, datată 1584. A pictat de asemenea Cina sportivului și un portret al familiei sale. Lucrările sale prezintă o concepție și o execuție bună, dar sunt oarecum foarte colorate.

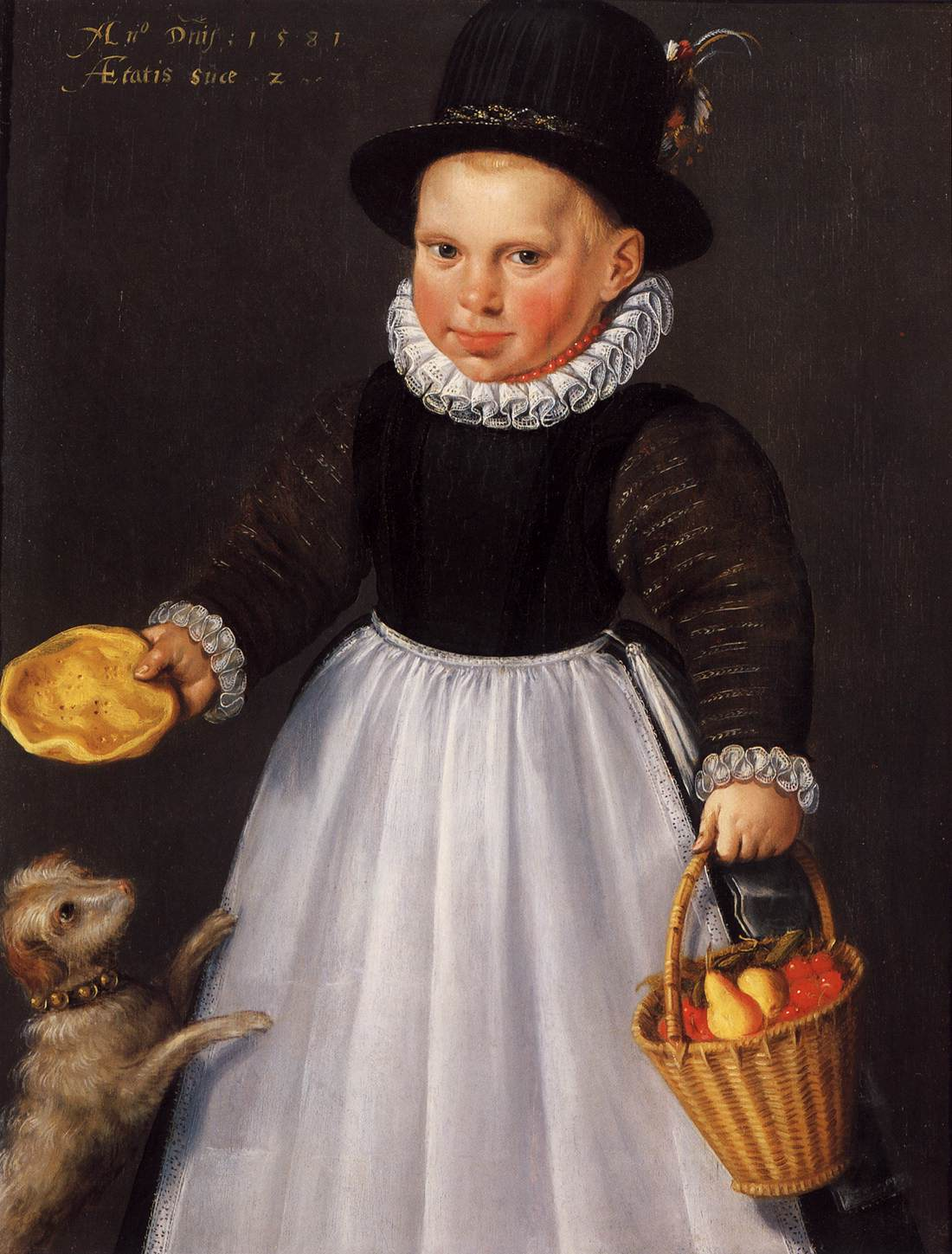
Portretul unui copil de doi ani, 1581, aflat acum la Rijksmuseum

Jacob Delff a avut trei fii, Cornelis, Rochus și Willem. Cornelis Jacobsz Delff a fost un elev al tatălui său și al lui Cornelis van Haarlem, și s-a distins prin imagini foarte fine ale naturii moarte. Rochus Delff a fost un pictor portretist și elev al tatălui său.